# Badamgatti, Hangal
Badamgatti là một làng thuộc tehsil Hangal, huyện Haveri, bang Karnataka, Ấn Độ.